# العلاقات البوسنية الباهاماسية
العلاقات البوسنية الباهاماسية هي العلاقات الثنائية التي تجمع بين البوسنة والهرسك وباهاماس.

## مقارنة بين البلدين
هذه مقارنة عامة ومرجعية للدولتين:
| وجه المقارنة                                              | البوسنة والهرسك                                             | باهاماس      |
| --------------------------------------------------------- | ----------------------------------------------------------- | ------------ |
| المساحة (كم2)                                             | 51.20 ألف                                                   | 13.88 ألف    |
| عدد السكان (نسمة)                                         | 3.51 مليون                                                  | 395.36 ألف   |
| الكثافة السكانية (ن./كم²)                                 | 68.55                                                       | 28.48        |
| العاصمة                                                   | سراييفو                                                     | ناساو        |
| اللغة الرسمية                                             | اللغة البوسنوية، اللغة الكرواتية، اللغة الصربية             | لغة إنجليزية |
| العملة                                                    | مارك بوسني                                                  | دولار بهامي  |
| الناتج المحلي الإجمالي (بليون دولار)                      | 18.17 مليار                                                 | 12.16 مليار  |
| الناتج المحلي الإجمالي (تعادل القوة الشرائية) بليون دولار | 41.35 مليار                                                 | 8.92 مليار   |
| الناتج المحلي الإجمالي الاسمي للفرد دولار أمريكي          | 4.25 ألف                                                    | 22.82 ألف    |
| الناتج المحلي الإجمالي للفرد دولار أمريكي                 | 10.43 ألف                                                   |              |
| مؤشر التنمية البشرية                                      | 0.733                                                       | 0.790        |
| رمز المكالمات الدولي                                      | +387                                                        | +1242        |
| رمز الإنترنت                                              | .ba                                                         | .bs          |
| المنطقة الزمنية                                           | توقيت وسط أوروبا، ت ع م+01:00، ت ع م+02:00، أوروبا/سراييفو ‏ | 00           |

## منظمات دولية مشتركة
يشترك البلدان في عضوية مجموعة من المنظمات الدولية، منها:
| علم المنظمة | اسم المنظمة                               | تاريخ انضمام البوسنة والهرسك | تاريخ انضمام باهاماس |
| ----------- | ----------------------------------------- | ---------------------------- | -------------------- |
|             | مؤسسة التنمية الدولية                     | 25 فبراير 1993               | 23 يونيو 2008        |
|             | يونسكو                                    | 2 يونيو 1993                 | 23 أبريل 1981        |
|             | وكالة ضمان الاستثمار متعدد الأطراف        | 19 مارس 1993                 | 4 أكتوبر 1994        |
|             | الأمم المتحدة                             | 22 مايو 1992                 | 18 سبتمبر 1973       |
|             | الاتحاد البريدي العالمي                   | ?                            | ?                    |
|             | البنك الدولي للإنشاء والتعمير             | 25 فبراير 1993               | 21 أغسطس 1973        |
|             | الاتحاد الدولي للاتصالات                  | 20 أكتوبر 1992               | 19 أغسطس 1974        |
|             | منظمة حظر الأسلحة الكيميائية              | ?                            | ?                    |
|             | مؤسسة التمويل الدولية                     | 25 فبراير 1993               | 8 ديسمبر 1986        |
|             | المركز الدولي لتسوية المنازعات الاستشارية | 13 يونيو 1997                | 18 نوفمبر 1995       |
|             | منظمة الشرطة الجنائية الدولية             | ?                            | ?                    |

## وصلات خارجية
- موقع وزارة الخارجية البوسنية